# Tord
Tord eller Thord är ett fornnordiskt namn, bildat av namnet Tor.
En fornnordisk kortform av namnet Torfrid som är sammansatt av gudanamnet Tor och frid som betyder fred, beskydd. På Island är den vanligaste formen Thordur.
Namnet är vanligast bland dem som föddes under 1940-talet och 1950-talet.
Den 31 december 2014 fanns det totalt 11 702 personer i Sverige med namnet Tord eller Thord, varav 6 265 med det som tilltalsnamn. År 2003 fick 51 pojkar namnet, men ingen fick det som tilltalsnamn.
Namnsdag i Sverige: 10 september. I den finlandssvenska namnsdagslängden har Tord namnsdag 8 juli sedan 2015. Före det hade Tord namnsdag 14 juni 1929–2014.

## Personer med namnet Tord/Thord
- Tord Amré, bandyspelare
- Tord Bernheim, sångare och skådespelare
- Tord Röriksson (Bonde), riksråd
- Tord Karlsson (Bonde), riksråd
- Tord Petersson (Bonde), riddare och riksråd
- Thord C:son Bonde, svensk militär, chef för armén
- Thord Carlsson, skådespelare, radioman
- Tord Elvius, professor i astronomi
- Thord Erasmie, pedagog och fackboksförfattare
- Tord Filipsson, cyklist
- Thord Flodqvist, ishockeymålvakt
- Tord Ganmark, barnskådespelare
- Tord Asle Gjerdalen, norsk längdskidåkare
- Tord Grip, fotbollstränare
- Tord Ivar Hallström (senare Ivor Thord-Gray), svenskamerikansk militär och etnolog
- Tord Harlin, biskop och fackboksförfattare
- Tord Henriksson, friidrottare
- Tord Holmgren, fotbollsspelare
- Tord Lundström, ishockeyspelare
- Tord Magnuson (generalkonsul), gift med prinsessan Christina
- Tord Peterson, skådespelare
- Thord Sköldekrans, chefredaktör
- Tord Slättegård, operasångare
- Tord Stål, skådespelare
- Tord Wiksten, skidskytt, OS-brons 1992